# Плагін-гібрид

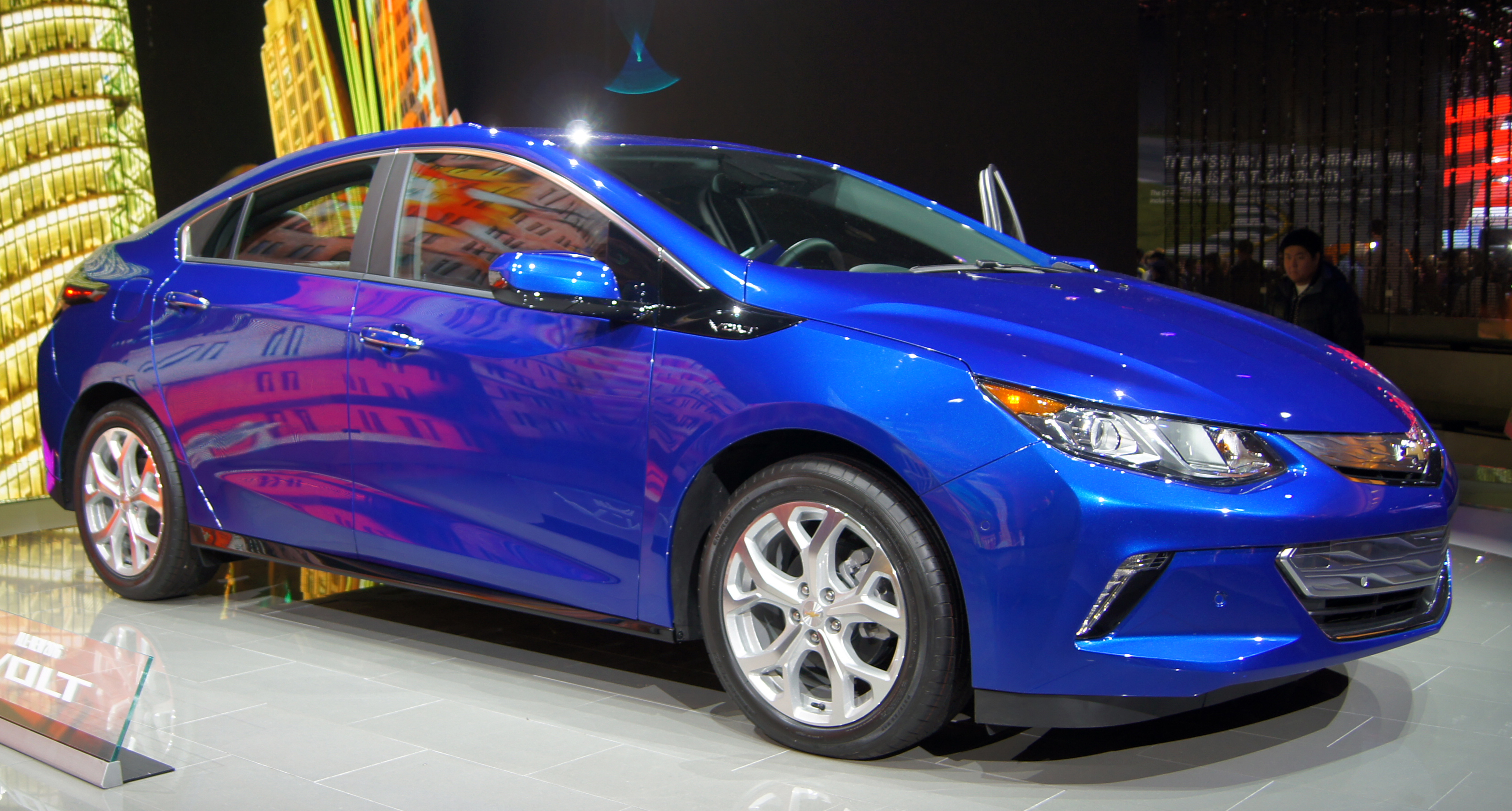
Chevrolet Volt Найпопулярніше PHEV станом на кінець 2018 року.

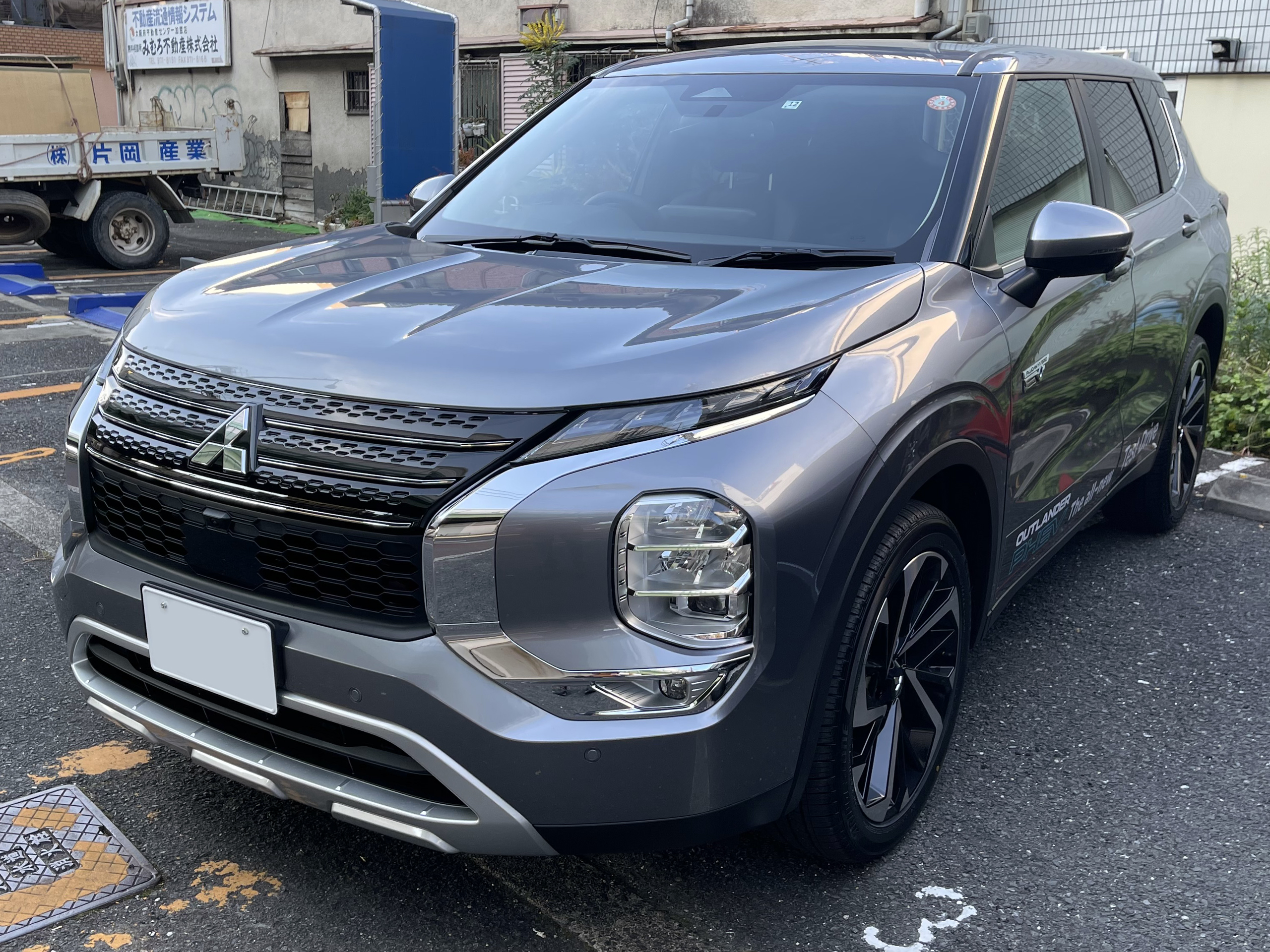
До 2022 року Mitsubishi Outlander PHEV був найбільш продаваним гібридом у світі. Сукупні глобальні продажі досягли 290 000 одиниць у вересні 2021 року.

Плагін-гібрид (англ. Plug-in hybrid, аббр. англ. PHEV), також гібрид із заряджанням, гібрид, що заряджається — гібридне авто, акумуляторна батарея якого може може заряджатися від зовнішнього джерела електричного струму, так само як і у електромобілів. 
Серійні PHEV доступні для громадськості в Китаї та США з 2010 року, з появою Chevrolet Volt, який був найбільш продаваним PHEV, поки його не випередив Mitsubishi Outlander PHEV після завершення виробництва Volt у 2019 році. До 2021 року BYD Auto стала найбільшим виробником гібридних транспортних засобів у світі. Станом на травень 2024 року сукупні продажі гібридних автомобілів BYD перевищили 3,6 мільйона одиниць. Лінійка позашляховиків BYD Song DM склала понад 1,05 мільйона одиниць.
Популярність таких автомобілів у світі істотно зросла в 2023—2024 роках. 